# Кордеро, Хосе Луис
Хосе Луис Кордеро «Почоло» исп. Jose Luis Cordero «Pocholo» (13 февраля 1948, Мехико, Мексика) — мексиканский актёр театра и кино и певец. 

## Биография
Родился 13 февраля 1948 года в Мехико в семье фольклориста Виктора Кордеро (1914-83), является также племянником выдающиеся мексиканского актёра Хоакина Кордеро (1922-2013). Всего у него было ещё 4 брата, сам он был вторым ребёнком в семье отца. В мексиканском кинематографе дебютировал в 1957 году в возрасте всего лишь 9 лет и с тех пор снялся в 50 работах в кино и телесериалах. После окончания средней школы поступил в институт ANDA, затем в академию Андреса Солера. Участвовал также в ряде театральных постановок. В качестве певца выступал в жанре блюз и рок.

## Фильмография

### Избранные телесериалы
- 1981 — ¡¡Cachún cachún ra ra!! — Carolino.
- 1985-2007 — Женщина, случаи из реальной жизни
- 1987 — Непокорная — Рубен.
- 1998-99 — Что происходит с нами?
- 1999 — Ради твоей любви
- 2000-01 — Личико ангела — Факундо.
- 2005 — Наперекор судьбе — Почоло.
- 2006 — Самая прекрасная дурнушка — Пако Муньос.
- 2007-08 — К чёрту красавчиков — Хорасио.
- 2009-10 — Пока деньги не разлучат нас — Мартин Тревиньо.
- 2011-н. в. — Как говорится — Дионисио.